# Buck Rinehart
Dana Gillman „Buck“ Rinehart (* 24. Februar 1946 in Parkersburg, West Virginia; † 18. Februar 2015 in Columbus, Ohio) war ein US-amerikanischer Politiker der Republikanischen Partei. Er war vom 1. Januar 1984 bis zum 1. Januar 1992 der 50. Bürgermeister von Columbus.

## Leben
Buck Rinehart wurde in Parkersburg im Bundesstaat West Virginia geboren und wurde nach seiner Schulzeit Mitglied der United States Marine Corps Reserve, wo er den Rang eines Lieutenant Colonel erreichte. Nach seinem Ausscheiden aus der Marine studierte Rinehart Politikwissenschaften an der Ohio State University. Später studierte er an der Ohio State University Rechtswissenschaften, dieses Studium schloss er cum laude als Juris Doctor ab. Von 1976 bis 1984 war Rinehart Schatzmeister in der Verwaltung des Franklin County. 1982 kandidierte Rinehart erfolglos bei den Gouverneurswahlen in Ohio. Im folgenden Jahr gab er seine Kandidatur für die Bürgermeisterwahl in Columbus bekannt. Rinehart gewann die Wahl knapp und löste somit zum 1. Januar 1984 Tom Moody ab. 1987 wurde Rinehart in seinem Amt bestätigt. In Rineharts Amtszeit fallen die Gründung der Franklin County Solid Waste Authority und die Fertigstellung des Interstate 670, eine heute wichtige Verkehrsverbindung durch Columbus. 1992 wurde Rinehart von seinem Parteikollegen Greg Lashutka als Bürgermeister abgelöst.
Nach seinem Rückzug aus der Politik arbeitete Rinehart als Anwalt in der Kanzlei Rinehart, Rishel & Cuckler, Ltd und war als Lobbyist tätig. Kurz vor seinem 69. Geburtstag starb Buck Rinehart an Bauchspeicheldrüsenkrebs.